# Ngo-dynastie
De Ngo-dynastie (Vietnamees: nhà Ngô, uitspraak: /ŋo33/) was een dynastie in de geschiedenis van Vietnam die drie keizers telde en die aan de macht was van 939 tot 967. Van 944 tot 950 was het echter Duong Tam Kha die regeerde.

## Tien Ngo Vuong
Keizer Ngô Quyền (898-944), afkomstig van Duong Lam (Đường Lâm, in Ha Tay) was de stichter van de Ngo-dynastie.
In 931 wilde Duong Dinh Nghe de troon terug, en hij viel de vesting Giau Chau (Giau Châu) van Ly Khac Chinh aan. De Chinese Latere Han-dynastie kwam hem te hulp in de persoon van Tran Bao (Trần Bảo). Ze werden echter verslagen en Tran Bao werd gedood.
In 937 werd Duong Dinh Nge omgebracht door zijn generaal Kieu Cong Tien en deze nam het leiderschap op zich.
In 938 verzamelde Ngo Quyen (Ngô Quyền), de schoonzoon van Duong Dinh Nghe, de legers om Kieu Cong Tien te bevechten. Deze laatste stuurde een ambassadeur naar China met de vraag om hulp, waarop prins Hoang Thao (Hoằng Tháo) werd gestuurd met een leger. Ngo Quyen nam de burcht van Dai La (thành Đại La), hij doodde Cong Tien en vervolgens ging hij het gevecht aan met de Chinezen op de Bach Dang-rivier (sông Bạch Đằng).
Aan het eind van dat jaar werd het leger van Hoang Thao door Ngo Quyen verslagen in de Slag van de Bach Dang. Hoang Thao werd hierbij gedood.
In 939 besteeg Ngo Quyen de troon onder de naam Tien Ngo Vuong ("Eerste Ngo-Koning"). Hij hield hof in Loa Thanh.

## Duong Binh Vuong
In 944 stierf Ngo Quyen. Hij had Duong Tam Kha, broer van de keizerin-moeder, bevolen te zorgen voor de kroonprins. Deze nam de troon echter voor zichzelf en hij werd keizer Duong Binh Vuong.
Ngo Quyens oudste zoon, Ngo Xuong Ngap, vluchtte naar Nam Sach (Nam Sách, te Hai Duong). Duong Tam Kha legde beslag op Ngo Xuong Van, Ngo Quyens tweede zoon, die hij adopteerde. Tot drie keer toe stuurde Duong Tam Kha het leger om Ngo Xuong Ngap te vangen, maar dit kwam niet eenmaal tot het door hem verhoopte einde.
In 950 stuurde Duong Tam Kha zijn stiefzoon Ngo Xuong Van naar Thai Binh. De prins voerde het leger echter aan tegen Duong Tam Kha, die werd afgezet, maar die niet werd omgebracht.

## Hau Ngo Vuong

### Nam Tan Vuong
In 950 kroonde zich tot Nam Tan Vuong (Nam Tấn Vương), en hij hield hof in Co Loa. Hij liet ook zijn oudere broer Xuong Ngap terugkeren die nog in Nam Sach was ondergedoken.

### Thien Sach Vuong
Op vraag van de keizerin-moeder werd ook Nog Xuong Ngap gekroond, onder de naam Thien Sach Vuong (Thiên Sách Vương). Vanaf dan waren er twee vorsten in het land.
Vier jaar later kwam Ngo Xuong Ngap vroegtijdig aan zijn einde. Vanaf dan was er maar één vorst meer.
In 965 kwam ook Ngo Xuong Van om tijdens een campagne, waarbij hij werd geraakt door een kruisboogschicht.

## Heer Ngo
Ngo Xuong Van stierf en zijn zoon Ngo Xuong Xi volgde hem op. De macht van de familie was echter een stuk minder geworden. Aan het hof te Co Loa waren er enkelen die begonnen een opstand te plannen. Xuong Xi moest vluchten naar Binh Kieu (Bình Kiêu, volgens sommige bronnen te Hung Yen, volgens andere theorieën dan weer eerder in Thanh Hoa). Vanaf 966 begint de periode die de opstand van 12 heren ("loạn 12 sứ quân") wordt genoemd, die duurde tot 968, toen Binh Bo Linh de twaalf opstandige heren een voor een onderwierp en de Đinh-dynastie stichtte.